# Spilanthes intermedia
Spilanthes intermedia là một loài thực vật có hoa trong họ Cúc. Loài này được (Rich.) DeCandolle miêu tả khoa học đầu tiên năm 1836.